# Coralliophila sertata
Coralliophila sertata là một loài ốc biển cỡ trung bình, là động vật thân mềm chân bụng sống ở biển thuộc phân họ Coralliophilinae, họ Muricidae, họ ốc gai.